# Skróty zakonne (zakony męskie)
Alfabetyczny wykaz skrótów nazw męskich zakonów, zgromadzeń i wspólnot katolickich.

## Indeks
A – B – C – D – E – F – G – H – I – J – K – L – Ł – M – N – O – P – R – S – Ś – T – U – V – W – Z – Ż – Zobacz też

### A
- A.A. – augustianie Najświętszej Maryi Panny
- AGC, AJC – apostołowie Jezusa Ukrzyżowanego
- AJ – apostołowie Jezusa
- Alb., CFA – albertyni

### B
- B, CRSP – barnabici
- BA – Zakon Bazylianów Melkitów Alepskich
- BC – Zakon Bazylianów Melkitów Świętego Jana Chrzciciela
- BGS – mali bracia Dobrego Pasterza
- BS – Zakon Bazylianów Melkitów Najświętszego Zbawcy
- BSJW – bracia Św. Józefa Robotnika
- BSM – bracia Najświętszej Maryi Niepokalanej

### C
- CAM – mechitaryści
- CanReg – kanonicy regularni
- CC – towarzysze Krzyża
- CCG – bracia pocieszyciele
- CDD – Kongregacja Discipulorum Domini
- CFA – aleksjanie
- CFC – Kongregacja Braci w Chrystusie
- CFCI – bracia Serca Jezusowego
- CFD – doloryści
- CFH – bracia Niepokalanego Poczęcia Najświętszej Maryi Panny
- CFIC – Zgromadzenie Synów Niepokalanego Poczęcia, montianie
- CFMI – pavonianie
- CFP – ubodzy bracia Św. Franciszka
- CFR – franciszkanie Odnowy
- CFS – Zgromadzenie Bractwa Kapłańskiego
- CFX – ksawerianie
- CGS – Zgromadzenie Jezusa Kapłana
- CI – józefini belgijscy, synowie Św. Józefa
- CICM – Zgromadzenie Niepokalanego Serca Maryi
- CIM – Zgromadzenie Jezusa i Maryi
- CJD – kanonicy regularni Pana Jezusa
- CJM – eudyści
- CM – misjonarze św. Wincentego a Paulo
- CMC – Zgromadzenie Matki Współodkupicielki
- CMF – klaretyni
- CMSF – misjonarze św. Franciszka
- CMI – karmelici Maryi Niepokalanej
- CMM – misjonarze z Mariannhill
- CMRI – Kongregacja Maryi Niepokalanej Królowej
- CMSS – kapłani mariańscy
- COP – kalasantyni
- COr. – filipini, oratorianie
- CP – pasjoniści
- CPCR – Parafia Pracowników Chrystusa Króla
- CPM – ojcowie miłosierdzia
- CPPS – Zgromadzenie Misjonarzy Krwi Chrystusa
- CR – zmartwychwstańcy
- CRA – kanonicy regularni św. Maurycego
- CRB – kanonicy regularni Zgromadzenia Szpitalnego św. Bernarda Wielkiego
- CRIC – kanonicy regularni Niepokalanego Poczęcia
- CRL – kanonicy laterańscy
- CRLA – Austriacka Kongregacja Kanoników Regularnych św. Augustyna
- CRM – karacziolanie
- CRMR – Mali Bracia Maryi Matki Odkupiciela
- CRNJ – kanonicy regularni Nowego Jeruzalem
- CRT – teatyni, klerycy regularni
- CRS – somaskowie, ojcowie somascy
- CRSA – kanonicy regularni św. Augustyna
- CRSAnt – antonianie
- CRSV – wiktoryni
- CRV – kanonicy augustiańscy z Windesheim
- CRVC – bracia Życia Wspólnego
- CS – skalabrynianie
- CSA – bracia św. Alojzego Gonzagi
- CSB – bazylianie
- CSC – Zgromadzenie Świętego Krzyża
- CSCh – Zgromadzenie Szkoły Miłosierdzia
- CSF – Zgromadzenie Świętej Rodziny z Bergamo
- CSJ – józefici Murialda
- CSHE – bracia Świętego Hieronima Amiliani
- CSIBP – Zgromadzenie Św. Jana Chrzciciela Prekursora
- CSMA – michalici
- CSP – Kampania św. Pawła
- CSR – rozarianie
- CSS – stygmatyści
- CSSp. – duchacze (misjonarze Ducha Świętego)
- CSsR – redemptoryści (Zgromadzenie Najświętszego Odkupiciela)
- CST – Zgromadzenie Świętej Teresy od Dzieciątka Jezus
- CSV – wiatorianie
- CV – Kongregacja Wincentańska

### D
- DC – doktrynariusze
- DMDA – dominikańscy misjonarze dla Apostolstwa Niesłyszących

### E
- EC – kameduli (Kongregacja Eremitów Kamedułów Góry Koronnej)
- EP – Zgromadzenie Kleryckie ''Virgo Flos Carmeli''

### F
- FAM – synowie Miłości Miłosiernej
- FAMLGOSCDJ – bractwo straży honorowej Najświętszego Serca Jezusa
- FBE – franciszkańscy bracia Eucharystii
- FC – Bracia Miłosierdzia z Gandawy
- FC – synowie Miłosierdzia
- FDC – bracia Doktryny Chrześcijańskiej
- FdCC – kanosjanie
- FDM – bracia Matki Bożej Miłosierdzia
- FDP – orioniści
- FFI – franciszkanie Niepokalanej
- FFJ – Rodzina Franciszkańska św. Józefa
- FFSC – Bracia franciszkanie od Świętego Krzyża
- FIC – bracia Niepokalanego Poczęcia z Maastricht
- FICP – Bracia szkolni z Ploërmel
- FJ – Wspólnota św. Jana, mali szarzy
- FJ – bajozefici
- FMI – synowie Maryi Niepokalanej
- FMM – bracia Miłosierdzia z Montabaur
- FMMA – bracia Miłosierdzia Maryi Wspomożycielki
- FMS – bracia szkolni maryści
- FN – Zgromadzenie św. Rodziny z Nazaretu
- FNDL – bracia Naszej Pani z Lourdes
- FPM – bracia Prezentacji
- FSC – bracia szkolni (lasalianie)
- FSCB – Bractwo Kapłańskie Misjonarzy Świętego Karola Boromeusza
- FSCJ – Misje Afrykańskie z Werony
- FSF – bracia Najświętszej Rodziny z Belley
- FSG – gabrieliści,
- FSGC – bracia Świętego Józefa Benedykta Cottolengo
- FSMI – synowie Maryi
- FSP – patrycjanie
- FSS – bracia Przenajświętszej Krwi
- FSSJK – Bractwo Kapłańskie Świętego Jozafata
- FSSJV – Bractwo Kapłańskie Świętego Jana Marii Vianneya
- FSSP – petryści
- FSSPV – Bractwo Kapłańskie Świętego Piusa V
- FSSPX – Bractwo Kapłańskie Świętego Piusa X
- FSsR – redemptoryści zaalpejscy (Synowie Najświętszego Odkupiciela)
- FSVF – Bractwo Świętego Wincentego Ferrera

### G
- GHM – misjonarze Ameryki

### H
- HGN – głosiciele Dobrej Nowiny

### I
- IBP – Instytut Dobrego Pasterza
- IC – Instytut Miłosierdzia
- ICN – Instytut Nowej Drogi
- ICPB – Instytut Duchowieństwa Patriarchalnego z Bzommar
- ICRSS – Instytut Chrystusa Króla Najwyższego Kapłana
- IEME – Hiszpańskie Zgromadzenie św. Franciszka Ksawerego dla Misji Zagranicznych
- IMC – misjonarze Konsolaty
- IMS – misjonarze Indyjscy
- IPFI – Mali Bracia od Jezusa
- ISCH, ISChP – Instytut Szensztacki
- ISPCJ – Instytut Księży Najświętszego Serca Jezusowego
- ISPX – Instytut Świecki Piusa X
- IVE – Instytut Słowa Wcielonego

### L
- LC – Legion Chrystusa

### M
- M.Afr. – ojcowie biali
- MC – misjonarze Miłości
- MCI – misjonarze Niepokalanej
- MCBS – misjonarze Najświętszego Sakramentu
- MCCJ, MCCI – kombonianie
- MDP – misjonarze z La Plaine
- MDR – misjonarze Bożego Odkupienia
- MEP – Towarzystwo Misji Zagranicznych w Paryżu
- MG – Instytut Matki Bożej z Guadalupe dla Misji Zagranicznych
- MGL – misjonarze Bożej Miłości
- MHM – Stowarzyszenie Misjonarzy św. Józefa z Mill Hill
- MI, OCR, OSCam – kamilianie
- MIC – marianie
- MJ, SSI – misjonarze św. Józefa z Meksyku
- MM – Zgromadzenie Misji Zagranicznych z Maryknoll
- MNM – misjonarze Narodzenia Maryi
- MO – misjonarze Robotników
- MOP – misjonarze Ubogich
- MPC – misjonarze Pokoju
- MRC – misjonarze Chrystusa Króla
- MS – saletyni
- MSA – Towarzystwo Kleryckie misjonarzy Świętych Apostołów
- MSC – misjonarze Najświętszego Serca Jezusowego
- MSF – misjonarze Świętej Rodziny
- MSFS – fransalianie
- MSP – misjonarze Słudzy Słowa
- MSP – misjonarze Filipińscy
- MSP – misjonarze św. Pawła z Nigerii
- MSpS – misjonarze Ducha Świętego
- MSSCC – misjonarze Najświętszych Serc Jezusa i Maryi
- MSSP – Stowarzyszenie Misjonarzy św. Pawła
- MSSST, ST – misjonarze Słudzy Najświętszej Trójcy
- MST – Zgromadzenie Misjonarzy św. Tomasza Apostoła
- MSU – studyci, Zakon Ustawu św. Teodora Studyty
- MXY – misjonarze ksawerianie z Yarumal

### O
- OAD – augustianie bosi
- OAM – Zakon Maronicki Świętego Antoniego
- OAR – augustianie rekolekci
- OAOC – Chaldejski Zakon Antoniański św. Hormizdy
- OC, OCarm – karmelici
- OCart. – kartuzi
- OCD – karmelici, karmelici bosi
- OCDS – Zakon Świecki Karmelitów Bosych
- OCist. – cystersi
- OConc – koncepcjoniści
- OCr – Zakon Krzyżowców z Czerwoną Gwiazdą
- OCSO – trapiści
- OdeM – mercedariusze
- OESSH – Zakon Rycerski Grobu Bożego w Jerozolimie
- OFB – betlejemici
- OFM – Zakon Braci Mniejszych, franciszkanie
- OFMCap – kapucyni
- OFMConv – franciszkanie konwentualni
- OFMI – franciszkańscy bracia Maryi Niepokalanej
- OFS – Franciszkański Zakon Świeckich
- OH – bonifratrzy
- OIC – betanie
- OJJA – Instytut Pracy z Młodzieżą
- OLM, MLM – Zakon Libańskich Maronitów
- OM – minimici
- OMD – ojcowie Matki Boskiej, klerycy regularni Matki Boskiej
- OMech – mechitaryści
- OMI – oblaci Maryi Niepokalanej
- OMM – Zakon Maronicki Błogosławionej Maryi Dziewicy
- OMV – oblaci Maryi Dziewicy
- OP – dominikanie (Zakon Kaznodziejski)
- OPraem – norbertanie
- ORC – kanonicy regularni św. Krzyża
- OSA – augustianie (Zakon świętego Augustyna)
- OSB – benedyktyni
- OSB Cam. – kameduli
- OSB Oliv. – oliweci, oliwetanie
- OSB Sil. – sylwestryni
- OSB Vall., CVUOSB – wallombrozjanie
- OSBI – Włoski Zakon Bazylianów Grottaferrata
- OSBM – Zakon Bazylianów Świętego Jozafata
- OSC – Kanonicy Regularni Krzyża Świętego
- OSF – bracia Trzeciego Zakonu Regularnego Franciszka z Asyżu w Mountbellew
- OSFS – oblaci św. Franciszka Salezego
- OSH – hieronimici
- OSI, OSJ – józefici, oblaci św. Józefa
- OSLJ – lazaryci
- OSM – serwici
- OSPPE – paulini
- OSsS – brygitanie
- OSsT – trynitarze
- OT – krzyżacy

### P
- PIME – Instytut Papieski dla Misji Zagranicznych
- PME – Zgromadzenie Misji Zagranicznych Prowincji w Québec
- PMS – misjonarze głuchoniemych
- POCR – misjonarze ardorini
- PSDP – ubodzy słudzy Bożej Opatrzności
- PSM – księża Najświętszej Maryi z Tinchebray
- PSS – sulpicjanie
- PSSG – Pobożne stowarzyszenie św. Kajetana z Thieny

### R
- RCI, RCJ – rogacjoniści
- RSCJ – Stowarzyszenie Przenajświętszego Serca
- RSV – Stowarzyszenie Wincentego à Paulo

### S
- SA – franciszkanie Pojednania
- SA – franciszkanie Pokuty
- SAC – pallotyni
- SAI – przyjaciele Jezusa
- SC – bracia Najświętszego Serca
- SChr., TChr. – chrystusowcy
- SCI, SCJ – sercanie (księża Najświętszego Serca Jezusowego)
- SCI. di Béth – księża Najświętszego Serca Jezusowego z Bétharram
- SCV – sodalicja Życia Chrześcijańskiego
- SDB – salezjanie
- SdC – guanellianie
- SdP – misjonarze Sług Ubogich
- SDS – salwatorianie
- SDV – wokacjoniści
- SF – synowie Świętej Rodziny
- SFCHP – bracia Chrystusa Cierpiącego
- SFM – Towarzystwo Misji Zagranicznych ze Scarboro
- SFX – Stowarzyszenie Misjonarzy Matki Bożej z Pilar
- SG – gabrieliści
- SHJ – bracia Najświętszego Serca Jezusowego
- SI, SJ, TJ, TI – jezuici, Towarzystwo Jezusowe
- SMI – Zgromadzenie Sług Maryi Niepokalanej – słudzy Niepokalanej
- SJC – kanonicy regularni św. Jana Kantego
- SJM – słudzy Jezusa i Maryi
- SM – marianiści, słudzy Maryi, Towarzystwo Maryi
- SM – maryści, Towarzystwo Maryi
- SMA – Stowarzyszenie Misji Afrykańskich
- SMB – Szwajcarskie Towarzystwo Misji Zagranicznych z Betlejem
- SMBN, SMP – Zgromadzenie Portugalskie dla Misji
- SMJM – misericordianie
- SMM – Zgromadzenia Misjonarzy Towarzystwa Maryi (Misjonarze Montfortanie)
- SMOM – Suwerenny Rycerski Zakon Szpitalników św. Jana z Jerozolimy z Rodos i z Malty (szpitalnicy, joannici, kawalerowie maltańscy)
- SMP – misjonarze Ewangelii
- SND – misjonarze Matki Bożej Najświętszego Sakramentu
- SOD – Bractwo Robotników Najświętszego Serca Pana Jezusa
- SOdC – Cisi Pracownicy Krzyża
- SOLT – Stowarzyszenie Matki Boskiej Trójcy Przenajświętszej
- SP, SchP – pijarzy
- SP – słudzy Pocieszyciela
- SPS – Zgromadzenie dla Misji Zagranicznych św. Patryka
- SSA – Stowarzyszenie Świętego Augustyna
- SSCC – sercanie biali
- SSCME – kolumbanie
- SSE – Stowarzyszenie Świętego Edmunda
- SSJ – St. Joseph's Society of the Sacred Heart, Josephite Fathers
- SSJC – Stowarzyszenie Świętego Jana od Krzyża
- SSP – pauliści
- SSPV – Bractwo Św. Piusa V
- SSS – eucharyści
- SSVP – Stowarzyszenie Wincentego a Paulo
- SVD – werbiści

### T
- TC – kapucyni tercjarze, amigonianie
- TD – Zgromadzenie Najświętszego Serca Pana Jezusa
- TDŚ – Towarzystwo Ducha Świętego
- TOR – Trzeci Zakon Regularny

### V
- V – Zgromadzenie Św. Piotra w łańcuchach